# Johann Rudolf Zumsteeg

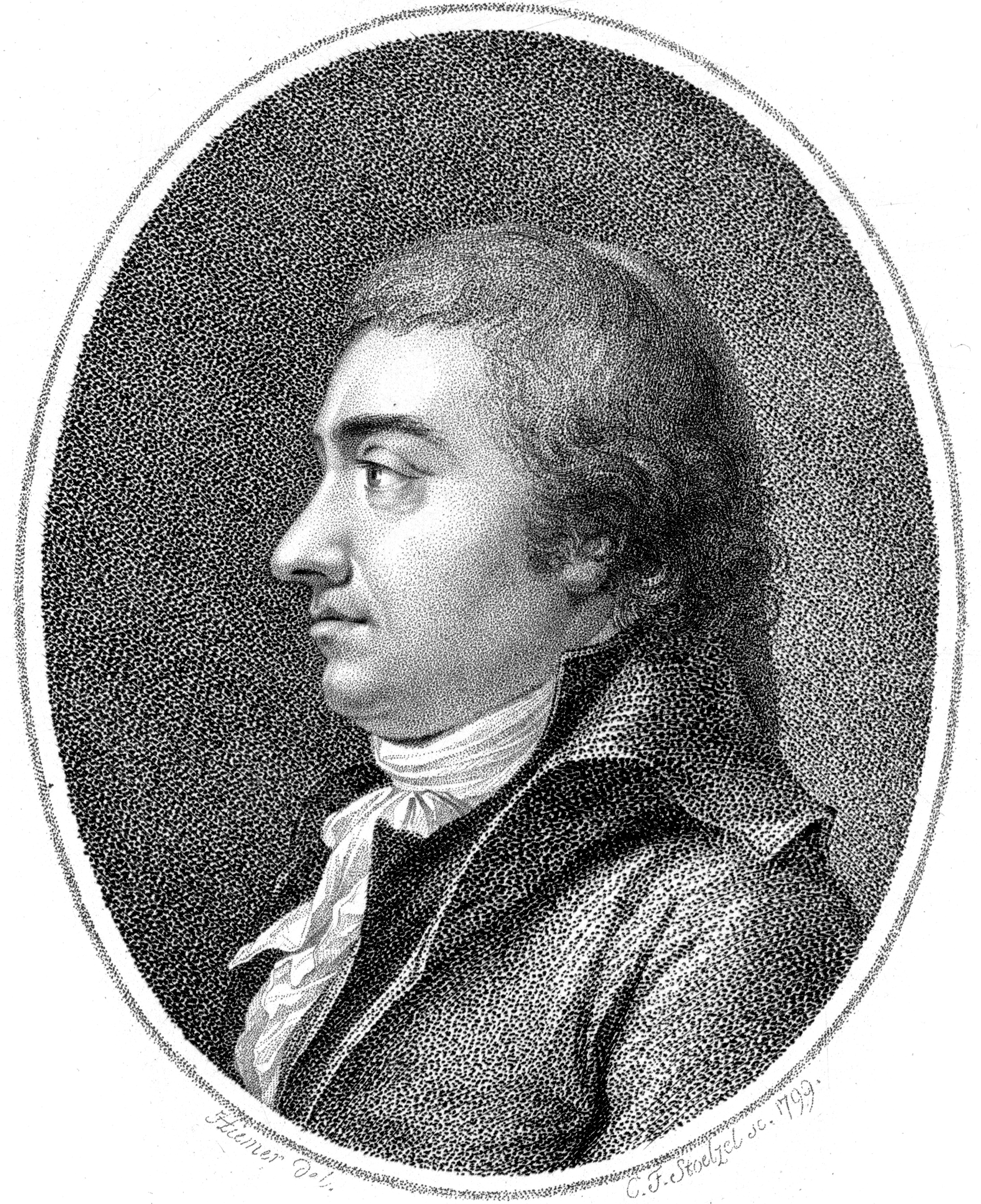
Johann Rudolf Zumsteeg

Johann Rudolf Zumsteeg (Sachsenflur, Lauda-Königshofen, 10 januari 1760 – Stuttgart, 27 januari 1802) was een Duits componist en dirigent.
Zumsteeg was een voorvechter van de opera's van Mozart. Hij verzorgde de eerste uitvoeringen van Die Zauberflöte, Don Giovanni en Così fan tutte in Stuttgart. Hij componeerde vele liederen en ballades. Zijn ballades oefenden een grote invloed uit op Franz Schubert, die een aantal werken van Zumsteeg imiteerde als tiener (soms zelfs in dezelfde toonaard).

## Biografie
Zumsteeg werd geboren in Sachsenflur, Lauda-Königshofen. Hij ging naar school aan de Carlschule te Stuttgart, waar hij met Friedrich von Schiller bevriend raakte. In 1782 zette hij Schillers drama Die Räuber op muziek.
De bekendste werken van Zumsteeg zijn Kleine Lieder und Balladen. Deze werden van 1800 tot 1805 in 7 delen uitgegeven door Breitkopf & Härtel. Deze composities waren heel populair in Duitsland en behielden hun bekendheid tot in de jaren 1830. Volgens Schuberts vriend Josef von Spaun was Schubert zeer onder de indruk van deze liederen tijdens zijn schooltijd.
In 1783 huwde Zumsteeg met Luise Andreae. Het koppel kreeg zeven kinderen. Hun dochter Emilie Zumsteeg was ook componiste.
Tijdens het leeuwendeel van zijn carrière was Zumsteeg nauw verbonden met het hof van Zwaben. In 1791 werd hij er hofdirigent ter vervanging van de overleden Christian Schubart. In deze positie was Zumsteeg een voorvechter voor de Duitse muziek en streed hij tegen de grote Italiaanse invloed aan het hof. De laatste belangrijke positie die hij bekleedde voor zijn overlijden in 1802 was Konzertmeister aan het hof. Hij stierf in Stuttgart op 42-jarige leeftijd.
Zumsteegs opera Die Geisterinsel, een Duitse versie van Shakespeares The Tempest, ging in première in 1798. Het werk bleef populair tot twintig jaar na de eerste opvoering.

## Oeuvre
- Opera's
  - Das tatarische Gesetz (1780)
  - Die Geisterinsel (Zumsteeg) (1798) (première in 1805 in Dresden)
  - Das Pfauenfest (1801)
  - Elbondocani (1803)
- Duodrama
  - Tamira (1788)
- Ballades
  - Lenore
  - Des Pfarrers Tochter von Taubenhain
  - Die Büßende
  - Die Entführung
  - Das Lied von der Treue
  - Ritter Toggenburg